# Børnehuset
 Ikke at forveksle med Tugt- og Børnehuset.
Børnehuset i Sankt Peders Stræde 17 i København var et hus, som fra 1993 til 1. februar 2003 var hjemsted for børnemagtsbevægelsen i København – et "alternativt værested for kreative kræfter i København". Husets ejer, John Olsen, lod de autonome unge indrette sig i det kondemnerede hus, som de udsmykkede med farver, bannere og plakater. John Olsen døde i august 2001, og den nye ejer ønskede ikke at lade Børnehuset fortsætte.
Efter lukningen af Børnehuset besluttede Borgerrepræsentationen, at de unge skulle genhuses et andet sted i byen, men denne genhusning blev aldrig gennemført.
I 1996 lavede instruktøren Helle Hansen en dokumentarfilm om huset og dets brugere.